# 佐久市営岩村田球場
佐久市営岩村田球場（さくしえいいわむらだきゅうじょう）は、長野県佐久市岩村田にあった野球場。

## 解説
1954年、当時の北佐久郡浅間町により「浅間町営岩村田球場」として完成。1961年には合併新設された佐久市の施設となり、浅間運動場の施設の一部として使用された。1970年に閉場となり、跡地は1972年に佐久市立岩村田小学校として利用されたが、旧球場施設の一部は同小学校で活用され、2019年に同小学校が全面改築されるまで使用された。
また、1956年と1957年には、日本野球機構(NPB)の一軍公式戦が合計5試合開催された。内訳は、パシフィック・リーグが大映ユニオンズおよびその前身の大映スターズの主催試合として3試合、セントラル・リーグが大洋ホエールズの主催試合として2試合である。2019年には日本野球機構の公式サイト内で同球場が取り上げられ、球場遺構が解体された直後の現地の様子、および同球場最後の公式戦でホームランを放った斎田忠利へのインタビューが掲載された。

## 歴史
- 1948年（昭和23年） - 北佐久郡岩村田町内の同地における野球場建設計画が出される。
- 1954年（昭和29年） - 
  - 6月、岩村田町営となる新球場が開場。収容人数は1万人。
  - 12月20日、岩村田町が合併により浅間町となり、球場名が「浅間町営岩村田球場」となる。
- 1956年（昭和31年） - 4月7日、NPBの一軍公式戦初開催。
- 1957年（昭和32年） - 10月7日、同球場で最後となるNPBの一軍公式戦が開催。
- 1961年（昭和36年） - 4月1日、浅間町が合併に加わって佐久市が成立。球場名が「佐久市営岩村田球場」になる。
- 1970年（昭和45年） - 球場閉鎖。
- 1972年（昭和47年） - 球場閉鎖後の跡地に佐久市立岩村田小学校が移転。球場の一部はバックネット裏スタンドが体育館のギャラリースタンド、バックスクリーンが校庭のバックボードなどとして利用。
- 2019年（平成31年、令和元年） - 小学校校舎の全面改築に伴い、旧球場の遺構を撤去。

## プロ野球公式戦開催実績
- 1956年

4月7日 - （パ）大映スターズ対毎日オリオンズ1回戦、毎日 4-2 大映。
9月15日 - （パ）大映スターズ対南海ホークス18回戦、大映 2x-1 南海（サヨナラゲーム）。
- 1957年

9月11日 - （セ）大洋ホエールズ対広島カープ21回戦、大洋 7-6 広島（ダブルヘッダー第1試合）。
同日 - （セ）大洋ホエールズ対広島カープ22回戦、大洋 4-2 広島（ダブルヘッダー第2試合）。
10月7日 - （パ）大映ユニオンズ対南海ホークス22回戦、南海 13-6 大映。